# Stephanodaphne cremostachya
Stephanodaphne cremostachya är en tibastväxtart som beskrevs av Henri Ernest Baillon. Stephanodaphne cremostachya ingår i släktet Stephanodaphne och familjen tibastväxter. Inga underarter finns listade i Catalogue of Life.